# 千岛花蟹蛛
千岛花蟹蛛（学名：Xysticus kurilensis）为蟹蛛科花蟹蛛属的动物。分布于日本、俄罗斯以及中国大陆的甘肃、浙江、贵州、四川等地。该物种的模式产地在俄罗斯千岛群岛。